# Lipov (stacja kolejowa)
Lipov – stacja kolejowa w miejscowości Lipov, w kraju południowomorawskim, w Czechach. Znajduje się na wysokości 240 m n.p.m..
Na stacji nie ma możliwości zakupu biletu, a obsługa podróżnych odbywa się w pociągu.

## Linie kolejowe
- 343 Hodonín - Veselí nad Moravou - Vrbovce